# Lepidochrysops jeffersyi
Lepidochrysops jeffersyi är en fjärilsart som beskrevs av Swierstra 1909. Lepidochrysops jeffersyi ingår i släktet Lepidochrysops och familjen juvelvingar. Inga underarter finns listade i Catalogue of Life.